# 応用動物行動学会
応用動物行動学会（おうようどうぶつこうどうがっかい、英名 Japanese Society for Applied Animal Behaviour）は、産業動物、伴侶（愛玩）動物、実験動物、展示動物、野生動物の行動と管理に関する基礎的・応用的研究を行っている学会。動物行動学を応用する様々な分野の研究者を結集し、単に家畜に留まらず種や利用目的を超えて議論を展開、畜産的利用分野のみならず各分野での研究に貢献している。
2019年4月1日に応用動物行動学会と日本家畜管理学会とが統合して、動物の行動と管理学会に変わった。

## 事業
- シンポジウム・研究結果に関するフォーラム等の開催、機関誌・単行本の発行、日本国内外の関連学会、特に国際応用動物行動学会[3]との連携など[1]

## 学会誌
- 『Animal Behaviour and Management』

## 出版物
- 『家畜行動図説』　朝倉書店 1995年（行動の類別を体系化した世界的にも類のない出版物）[4]